# Аукција
Аукција је јавно надметање купаца и продаваца око цене и других услова купопродаје робе. Најчешће се путем аукције продају робе неуједначеног квалитета, и то: сирова кожа, крзно, непрана вуна, дуван, производи црне металургије, индустријске сировине, колонијална роба и слично. Такође на овај начин продаје се и заплењена и хаварисана роба. Путем аукција продају се и антиквитети, уметничке слике, ретки предмети и слично, с тим што роба која је предмет купопродаје мора бити на лицу места.
Прву велику међународну аукцију организовала је Британска источноиндијска компанија у Амстердаму, почетком XVII века, ради постизања најбољих услова продаје разних врста колонијалне робе.
Аукције могу бити организоване за продају на велико и мало. На велико се организују за разноврсне нестардизоване производе, односно производе неуједначеног квалитета, а на мало углавном за антиквитете, уметничке слике и ретке предмете.
Најчувеније аукције за продају на велико на свету су:
- за вуну у Лондону (од 1935. године), Мелбурну, Сиднеју и Њујорку;
- за крзно у Петровграду (од 1931), Лондону, Лајпцигу;
- за колонијалну робу у Лондону, Амстердаму, Бремену и слично.

Најпознатије аукције за продају на мало су:
- у Паризу "Hotel des ventes";
- у Бечу хотел "Doroteum" и
- у Лондону "Sotby".

Аукције могу бити организоване у свим облицима власништва, а најчешће су у приватном власништву. Правило је да обавезно унапред мора бити оглашено место продаје и назив аукције и агента као комисионара. Пре одржавања аукцијског састанка, роба се сортира по врстама у лотове и у аукцијским складиштима, односно на изложбеном местима ставља се на увид заинтересованим купцима. Свака партија робе носи ознаку (лот) и уписана је у аукцијски каталог који се ставља на увид потенцијалним купцима, а најчешће су уписане и почетне цене.
По отварању аукцијског састанка, руководилац аукције (који је најчешће и њен власник) обавештава о почетној цени робе, а онда настаје такмичење присутних купаца (аукцијски сензали, брокери, маклери и слично) све док се не постигне највећа цена робе. Роба се продаје без икакве накнадне гаранције квалитета, таква каква је виђена и уговорена. О продаји робе сачињава се закључница која је основ за плаћање, а затим се преузима роба продата на аукцији.